# هنري نياندورو
هنري نياندورو (بالإنجليزية: Henry Nyandoro)‏ هو لاعب كرة قدم كيني في مركز الوسط، ولد في 20 أكتوبر 1969 في كيسي ‏ في كينيا، وتوفي في 28 أغسطس 1998. شارك مع منتخب كينيا لكرة القدم. أما مع النوادي، فقد لعب مع A.F.C. Leopards ‏.

## وصلات خارجية
- هنري نياندورو على موقع قاعدة بيانات كرة القدم.إي يو (الإنجليزية)
- هنري نياندورو على موقع ناشيونال فوتبول تيمز (الإنجليزية)